# 加尔赫穆克泰斯赫瓦尔
加尔赫穆克泰斯赫瓦尔（Garhmukteshwar），是印度北方邦Ghaziabad县的一个城镇。总人口33432（2001年）。

## 人口
该地2001年总人口33432人，其中男性17989人，女性15443人；0—6岁人口5584人，其中男2989人，女2595人；识字率50.07%，其中男性为58.08%，女性为40.74%。